# Chlorogalum
Chlorogalum és un gènere de plantes amb flors, de la família de les Agavàcies. És una planta endèmica i es troba principalment a l'Amèrica del Nord, sobretot en la part occidental, com per exemple, Califòrnia, Oregon i Baixa Califòrnia Nord.

## Taxonomia
- Chlorogalums angustifolium
- Chlorogalum grandiflorum
- Chlorogalum parviflorum
- Chlorogalum pomeridianum
- Chlorogalum purpureum

## Sinonímia
- Laothoe Raf. (1837).[1]